# Ga Kuala Lumpur Sentral

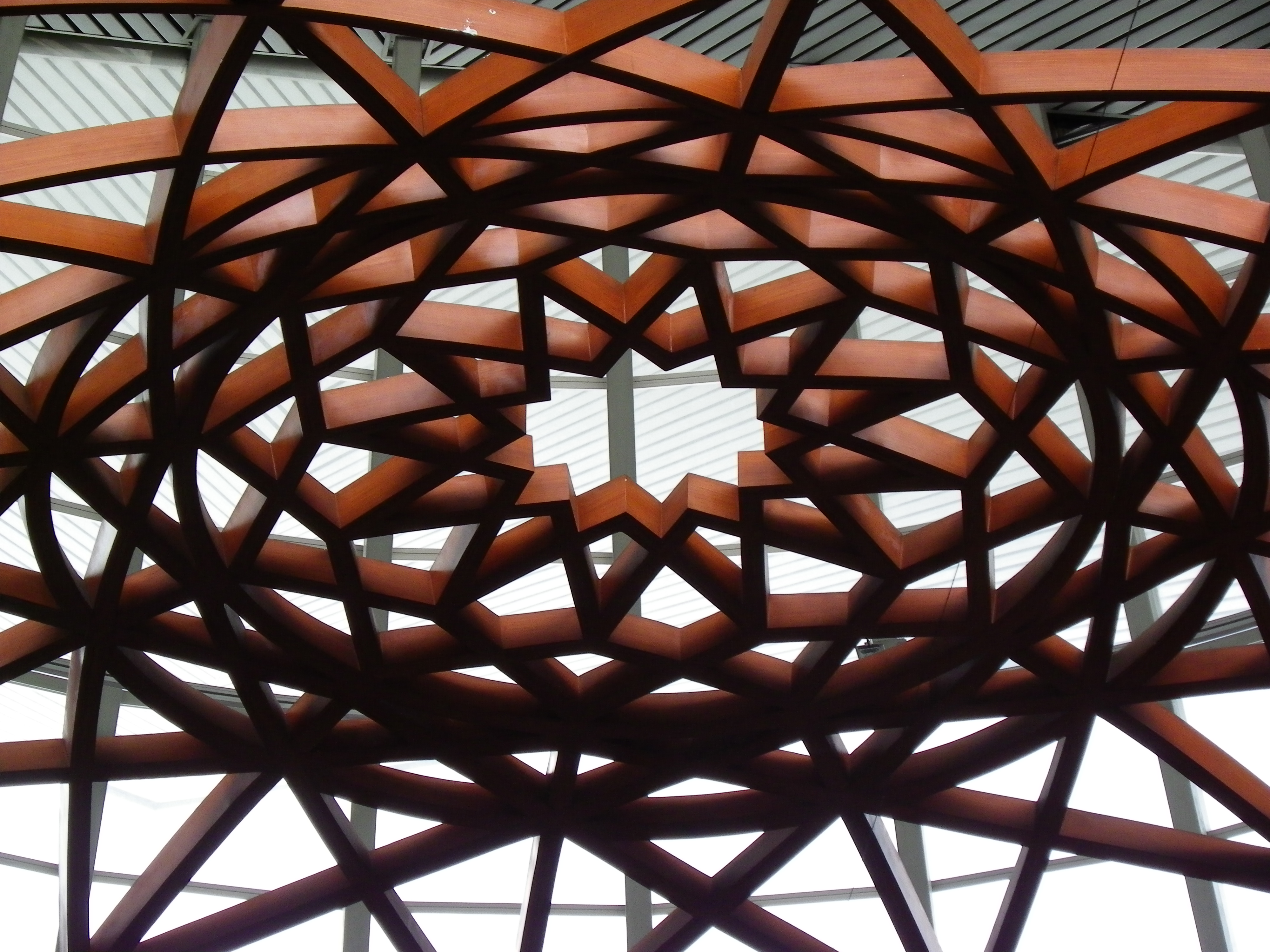
Phần trang trí trần nhà của KL Sentral.

Ga Kuala Lumpur Sentral (KL Sentral) là một ga phát triển theo định hướng trung chuyển trung tâm chính của ga đường sắt Kuala Lumpur, thủ đô của Malaysia. Mở cửa ngày 16 tháng 4 năm 2001, KL Sentral thay thế cho Ga Kuala Lumpur cũ cũng như là ga đường sắt nội thành chính của thành phố. KL Sentral là nhà ga đường sắt lớn nhất Malaysia, cũng như Đông Nam Á từ năm 2001 đến năm 2021, trước khi Ga trung tâm Krung Thep Aphiwat ở Băng Cốc, Thái Lan hoàn thành.
KL Sentral được thiết kế như trung tâm vận chuyển hành khách đa phương thức. Tất cả các tuyến đường sắt hành khách ở Kuala Lumpur đều phục vụ tại KL Sentral ngoại trừ tuyến Ampang, tuyến Sri Petaling, tuyến Shah Alam và tuyến Putrajaya. Nhiều chuyến tàu liên tỉnh phục vụ Malaysia bán đảo bắt đầu tại đây. Tất cả các thành phần đường sắt của dự án đã hoàn thành. Nó cũng được thiết kế để trở thành một trung tâm kinh doanh và tài chính mới cho Kuala Lumpur.

## Tổng quan

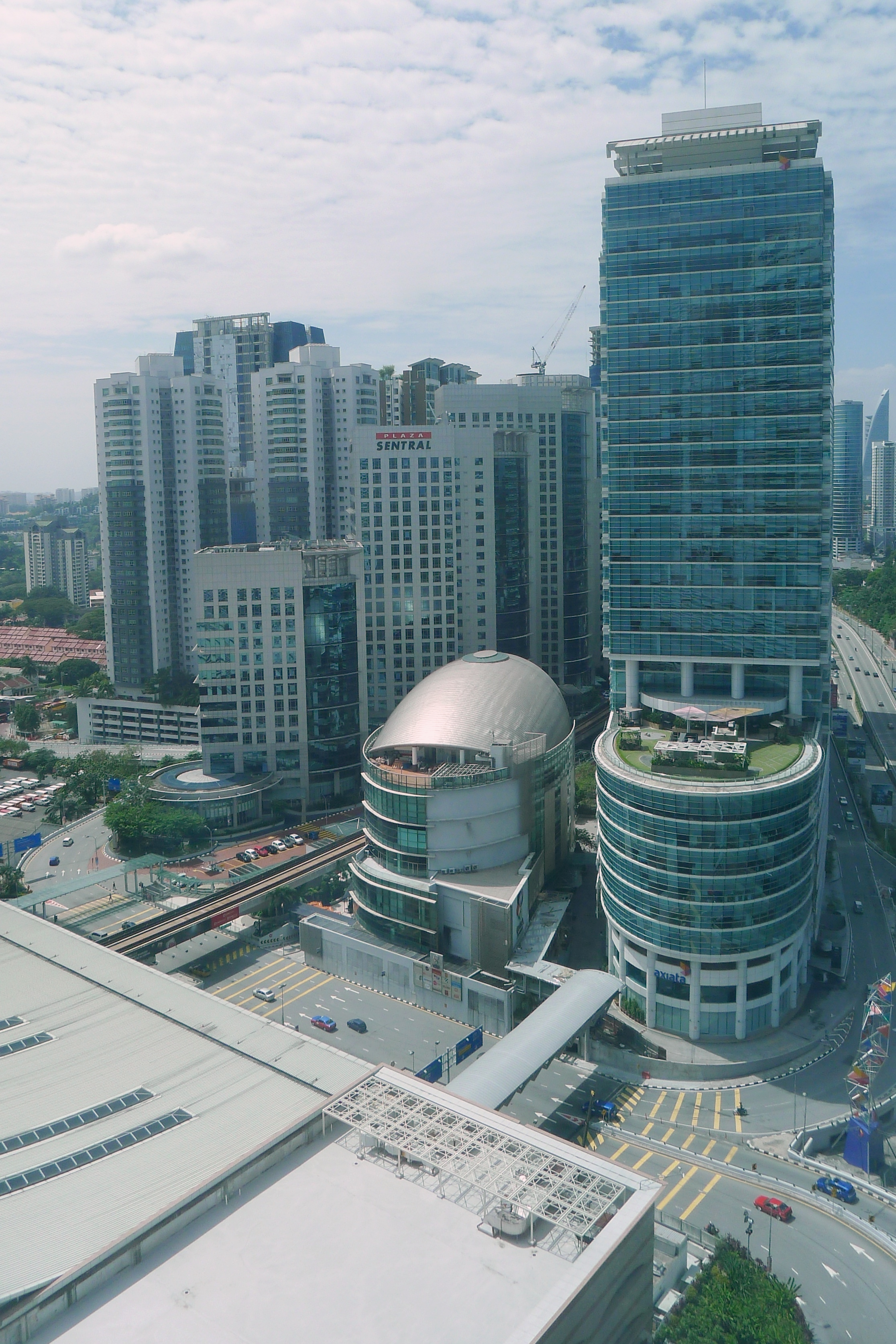
Plaza Sentral và quang cảnh tại KL Sentral vào đầu năm 2013.

KL Sentral có diện tích 290.000 mét vuông KL Sentral là toàn bộ 290.000 mét vuông phát triển được xây dựng trên bãi tập kết Keretapi Tanah Melayu cũ ở Brickfields. Dự án phát triển bao gồm trung tâm vận chuyển, khách sạn, toà nhà văn phòng, chung cư và trung tâm thương mại được hoàn thành vào năm 2015.